# Slag bij Chustenahlah
De Slag bij Chustenahlah vond plaats op 26 december 1861 in Osage County, Oklahoma tijdens de Amerikaanse Burgeroorlog. Na twee verloren slagen was Opothleyahola nog steeds op zoek naar veiliger oorden. De trektocht in de bitter koude winter zou bekend worden als de Trail of Blood on the Ice
De Zuidelijken hadden een campagne gestart om de indiaanse stammen die met de Noordelijken sympathiseerden te onderwerpen of te verjagen. Ze hadden de indianen onder leiding van Opothleyahola steeds verder gedreven na hun nederlagen bij de Slag bij Round Mountain en de Slag bij Chusto-Talasah. Nu wilde Cooper definitief afrekenen met de indianen door hun kamp bij Chustenahlah aan te vallen en te vernietigen. Kolonel James M. McIntosh en kolonel Douglas H. Cooper planden hiervoor een aanval vanuit twee richtingen. McIntosh verliet Fort Gibson op 22 december met ongeveer 1380 soldaten.
Op 25 december ontving McIntosh het bericht dat de opmars van Cooper vertraging had opgelopen. Toch nam McIntosh de beslissing om de volgende dag tot de aanval over te gaan. En dit ondanks de bittere koude en het numerieke overwicht van de indianen. McIntosch bestormde het kamp rond het middaguur. Hij liet de 3rd Texas Cavalry een frontale aanval uitvoeren. De 11th Texas kreeg de orders om de linkerflank aan te vallen, terwijl de 6th Texas de rechterflank voor zijn rekening nam. De indianen trokken zich systematisch terug toen de druk van de Zuidelijken groter werd. Nadat de Zuidelijken het kamp bereikt hadden, sloegen de indianen op de vlucht. Toch slaagde Opothleyahola erin om zijn manschappen opnieuw tot de verdediging te laten overgaan. Rond 16.00 uur brak ook deze linie. De overlevenden vluchtten, soms zelfs tot in Kansas. Driehonderd Cherokee onder leiding van de Zuidelijke kolonel Stand Watie onderschepten de Creek en doodden 15 onder hen.
De indianen onder Opothleyahola verzetten zich niet langer. Ongeveer 2000 van hen zou de dood vinden bij de barre tocht door het sneeuwlandschap naar Fort Rox in Kansas.
De Zuidelijken hadden een aanzienlijke buit, waaronder ongeveer 160 vrouwen en kinderen, 20 zwarten, 30 wagens, 70 paar ossen, 500 paarden, enkele honderden runderen, 100 schapen en een grote voorraad aan levensmiddelen. Ze hadden 9 doden en 40 gewonden te betreuren. Kolonel McIntosh schatte de verliezen van de indianen op ongeveer 250.

## Slagorde
McIntosh's Brigade (Zuidelijken) - kol. James McQueen McIntosh
- 5 Compagnieën, South Kansas-Texas Cavalry - Lt. kol. Walter P. Lane
- 6th Texas Cavalry Regiment - Lt. kol. John S. Griffith
- 7 Companies, 11th Texas Cavalry - kol. W. C. Young
- 4 Companies, 2nd Arkansas Mounted Rifles - kapt. William Gipson
- Bennett’s Texas Company – kapt. Bennett

Belangrijkste Noordelijke bevelhebbers
- Chief Opothleyahola (Creek), Chief Halek Tustenuggee en Billy Bowlegs (Seminoles)